# Num banhchok
Num banhchok (tiếng Khmer: នំបញ្ចុក, num bânhchŏk [nom baɲcok]) là món bún lên men nhẹ và là món ăn sáng của Campuchia. Có nhiều biến thể vùng miền của num banhchok trên khắp đất nước.

## Chế biến

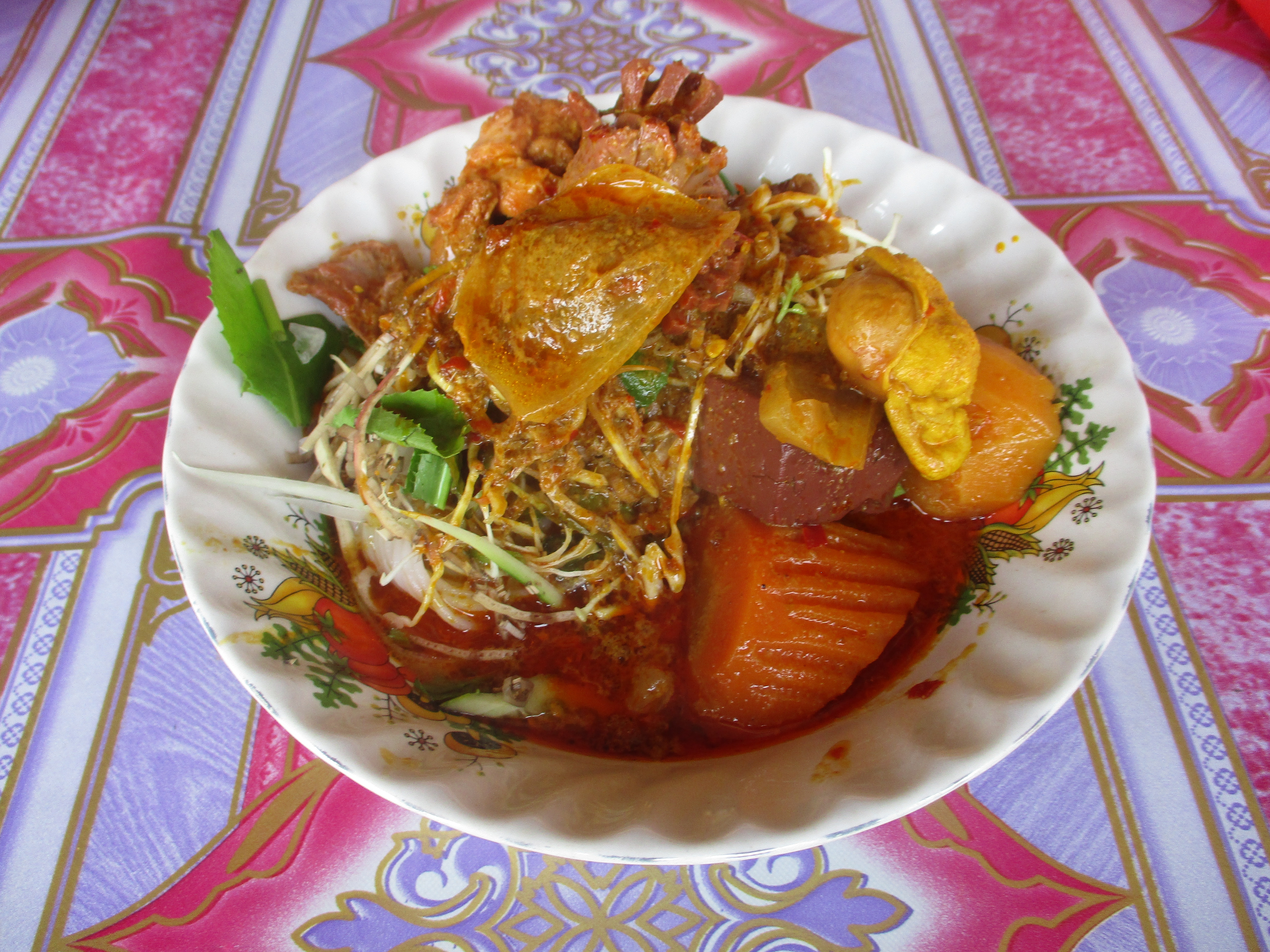
Một biến thể của num banhchok với phần nhân là cà ri đỏ (samlar kari)

Num banhchok được làm bằng cách ngâm gạo từ 2 đến 4 giờ rồi nghiền thành một chất lỏng sền sệt. Loại bột nhão này được ép thành dạng hình tròn và sấy khô bên trong túi calico. Sau đó, người  nấu sẽ đem nghiền thành bột và biến thành một hỗn hợp sền sệt rồi đẩy vào nước sôi. Mì được luộc trong 3–4 phút và chuyển sang nước lạnh.

## Truyền thuyết dân gian
Num banhchok theo truyền thuyết dân gian nổi tiếng của người Khmer kể về nhà cách mạng và học giả đầy danh vọng tên là Thonchey. Thonchey bị vua Khmer lưu đày sang Trung Quốc rồi chính tại đây mà ông bắt tay tạo nên món num banhchok để làm kế sinh nhai. Món ăn này nhanh chóng trở nên phổ biến đối với người Trung Quốc và thậm chí thu hút sự chú ý của hoàng đế Trung Quốc. Hoàng đế bèn triệu Thonchey mang num banhchok vào cung. Thonchey vừa đến đúng lúc hoàng đế đang nếm thử món này thì Thonchey lỡ nhìn thấy mặt hoàng đế, mắc tội khi quân phạm thượng và liền bị tống giam. Ngay sau đó Thonchey bèn tìm cách ra khỏi tù và quay trở về Đế quốc Khmer.

## Ảnh hưởng chính trị
Tháng 5 năm 2019, Cảnh sát Quốc gia bắt đầu bắt giữ các cựu thành viên và những người ủng hộ Đảng Cứu quốc Campuchia (CNRP) bị giải thể vì tham dự bữa tối ăn món này  vốn được coi là tụ tập chính trị. Để đáp lại, người đồng sáng lập CNRP Sam Rainsy đã kêu gọi tất cả người dân Campuchia tụ tập thưởng thức một tô num banhchok vào ngày 9 tháng 6 "vì tình hữu nghị trong khuôn khổ của toàn thể gia đình Campuchia khổng lồ".
Những lần hô hào của Sam Rainsy ngay sau đó được Thủ tướng Hun Sen tiếp nối khi kêu gọi các thành viên Đảng Nhân dân Campuchia của mình cũng tập trung cùng ngày và ăn "món bún Khmer nhờ tình đoàn kết và sự đồng lòng", nhưng phủ nhận đây là một bước tiến tới đàm phán với phe đối lập. Theo ước tính của Hun Sen có từ 7 đến 8 triệu người sẽ tham gia ăn món num banhchok vào ngày 9 tháng 6.
Thủ tướng còn đề xuất phát động một chiến dịch quảng bá ẩm thực và văn hóa Campuchia, và hai tháng sau, Bộ Du lịch và Bộ Văn hóa và Mỹ thuật bắt đầu chuẩn bị nộp đơn xin đưa món num banhchok vào Danh sách Di sản Văn hóa Phi vật thể của UNESCO.